# 皆木俊彦
皆木 俊彦（みなき としひこ、8月7日 - ）は、日本の男性声優。以前は三木プロダクションに所属していた。大阪府出身。

## 出演作品

### テレビアニメ
2006年
- ルパン三世 セブンデイズ・ラプソディ（マフィアC）

2008年
- ルパン三世 sweet lost night 〜魔法のランプは悪夢の予感〜

2010年
- ルパン三世 the Last Job（忍者）

### OVA
2008年
- COBRA THE ANIMATION（フォー）